# Charqueadas (Rio Grande do Sul)
Charqueadas is een gemeente in de Braziliaanse deelstaat Rio Grande do Sul. De gemeente telt 36.045 inwoners (schatting 2009).

## Aangrenzende gemeenten
De gemeente grenst aan Arroio dos Ratos, Eldorado do Sul, São Jerônimo en Triunfo.